# Bielowice (województwo dolnośląskie)
Bielowice – wieś w Polsce położona w województwie dolnośląskim, w powiecie legnickim, w gminie Krotoszyce.

## Podział administracyjny
W latach 1975–1998 miejscowość administracyjnie należała do województwa legnickiego.

## Zabytki
Do wojewódzkiego rejestru zabytków wpisany jest:
- zespół dworski i folwarczny
  - dwór, z 1870 r.
  - budynek mieszkalny
  - dwa budynki gospodarcze
  - dwie obory
  - dwie stodoły
  - park.